# 프라녜토몬포르테
프라녜토몬포르테(이탈리아어: Fragneto Monforte)는 이탈리아 캄파니아주 베네벤토도의 코무네다. 나폴리로부터 65km , 베네벤토 10km 거리에 있다.